# مایکل بادالوکو
مایکل بادالوکو (انگلیسی: Michael Badalucco؛ زادهٔ ۲۰ دسامبر ۱۹۵۴) یک هنرپیشه اهل ایالات متحده آمریکا است. وی از سال ۱۹۸۰ میلادی تاکنون مشغول فعالیت بوده‌است.
از فیلم‌ها یا برنامه‌های تلویزیونی که وی در آن نقش داشته است، می‌توان به هرگز تا به حال نداشته ام ، تقاطع میلر، لئون، ای برادر، کجایی؟، مردی که آنجا نبود، تابستان سام، تب جنگل، افسونگر، شب و شهر، کلاکرز، مک، ناامیدانه در جستجوی سوزان، قلب‌های ربوده‌شده، آجیل مخلوط، لیلیهامر، عشق وارد شد، جیزس می‌غلتاند، مردان محترم، صورت آبی و ژیگولوی تحلیل‌رفته اشاره کرد.